# Стара Весь (Пулавський повіт)
Стара Весь (пол. Stara Wieś) — село в Польщі, у гміні Конськоволя Пулавського повіту Люблінського воєводства.
Населення — 513 осіб (2011).

## Демографія
Демографічна структура станом на 31 березня 2011 року:
|          | Загалом | Допрацездатний вік | Працездатний вік | Постпрацездатний вік |
| -------- | ------- | ------------------ | ---------------- | -------------------- |
| Чоловіки | 253     | 49                 | 177              | 27                   |
| Жінки    | 260     | 57                 | 152              | 51                   |
| Разом    | 513     | 106                | 329              | 78                   |